# Capitaloceno
Capitaloceno é um termo utilizado por alguns cientistas para determinar a atual época geológica do Planeta Terra, como substituto do Holoceno. A nomenclatura foi cunhada em 2009 por Andreas Malm como alternativa ao Antropoceno, criticando a ideia de "Era do Humano" e construindo uma noção de "Era do Capital", e melhor desenvolvida e popularizada pelo sociólogo Jason Moore e pela teórica feminista Donna Haraway a partir de 2012. Da mesma forma que com o Antropoceno, os teóricos do Capitaloceno divergem sobre a sua data de início. Malm situa este início ao uso de carvão como combustível fabril, no século XIX, enquanto Moore defende que o seu início está vinculado ao da expansão colonial europeia, ainda no século XV, por exemplo. O Capitaloceno "entende o capitalismo como uma maneira de organizar a natureza - como uma ecologia-mundo multiespécie, situada e capitalista".

## Histórico
O desenvolvimento dessa nomenclatura acontece a partir do entendimento de problemas na etimologia do Antropoceno. Enquanto este considera que as mudanças climáticas e ambientais do Planeta são produzidas pela atividade humana, os teóricos do Capitaloceno defendem que essa atividade é perpassada por relações politicas e econômicas de poder contextualizadas no sistema capitalista. Moore argumenta que mudanças climáticas serem exclusivamente categorizadas como antropogênicas é uma forma de culpar as vítimas de exploração, violência e pobreza por problemas que não são sua responsabilidade. O filósofo Anselm Jappe reitera que essas desregulações e desequilíbrios na estrutura geológica da Terra acontecem somente após a entrada da humanidade na sua fase capitalista.